# Lecudina aphroditae
Lecudina aphroditae is een soort in de taxonomische indeling van de Myzozoa, een stam van microscopische parasitaire dieren. Het organisme komt uit het geslacht Lecudina en behoort tot de familie Lecudinidae. Lecudina aphroditae werd in 1863 ontdekt door Lankester.